# Mainstream Sellout
Mainstream Sellout es el sexto álbum de estudio del músico estadounidense Machine Gun Kelly. Fue lanzado a través del sello discográfico Bad Boy e Interscope Records el 25 de marzo de 2022. En agosto de 2021, el álbum fue anunciado bajo el título original, Born with Horns, nombre por el cual se le conocía hasta ser renombrado en enero de 2022.

## Antecedentes
El álbum se anunció por primera vez el 9 de agosto de 2021 en Instagram, cuando Kelly y su colaborador Travis Barker revelaron tatuajes a juego de la frase "Born with Horns", el hasta entonces título del álbum. Kelly anunció que él y Barker estaban "de vuelta para la segunda ronda", una referencia a su quinto álbum Tickets to My Downfall, su primera colaboración con Barker. Barker volverá a producir Born with Horns.
El primer sencillo del álbum, "Papercuts", fue lanzado el 11 de agosto de 2021. El video musical que lo acompaña fue dirigido por Cole Bennett. Un adelanto de 20 segundos de una canción fue mostrado en Instagram antes del anuncio del álbum: la publicación estaba subtitulada "Firmé un trato; obtuve recortes de papel", que coincidía con la letra del clip. Kelly luego reveló que se había afeitado la cabeza para el video musical. La canción ha llevado a los periodistas a creer que continuaba en la dirección pop punk de Tickets to My Downfall. La canción aborda las luchas de Kelly con su propia fama.
En octubre de 2021, Kelly describió el álbum como "más oscuro" y con "guitarras más pesadas" que "Tickets to My Downfall". También insinuó una fecha de lanzamiento el día de Año Nuevo. El 31 de enero de 2022, Kelly anunció que el álbum había cambiado de título a "Mainstream Sellout". El 4 de febrero de 2022, Kelly anunció la fecha de lanzamiento del álbum y lanzó el sencillo "Emo Girl" con Willow. El 4 de marzo de 2022, Kelly lanzó el tercer sencillo "Ay!" con Lil Wayne. El 14 de marzo de 2022, Kelly reveló la portada del álbum y la lista de canciones utilizando una serie de prendas de ropa diseñadas por Dolce & Gabbana que mostraban los títulos de las pistas. La portada del álbum atrajo comparaciones con la del álbum Jubilee de 2021 de Japanese Breakfast, aunque Michelle Zauner, vocalista principal y compositora de la banda, negó las similitudes, sintiendo que dichas comparaciones se habían hecho para intentar generar controversia. El 16 de marzo, luego de haber interpretado "Maybe" durante la Emo Nite en Los Ángeles, Kelly lanzó la versión de estudio del sencillo a través de las diversas plataformas digitales de música.

## Lista de canciones
| Lista de canciones de Mainstream Sellout |                                                             |          |  |
| N.º                                      | Título                                                      | Duración |  |
| 1.                                       | «born with horns»                                           | 2:28     |  |
| 2.                                       | «god save me»                                               | 3:00     |  |
| 3.                                       | «maybe» (con Oli Sykes de Bring Me The Horizon)             | 2:50     |  |
| 4.                                       | «drug dealer» (con Lil Wayne)                               | 2:52     |  |
| 5.                                       | «wall of fame» (interlude) (con Pete Davidson)              | 0:33     |  |
| 6.                                       | «mainstream sellout»                                        | 1:48     |  |
| 7.                                       | «make up sex» (con blackbear)                               | 2:03     |  |
| 8.                                       | «emo girl» (con WILLOW)                                     | 2:39     |  |
| 9.                                       | «5150»                                                      | 2:55     |  |
| 10.                                      | «papercuts» (album edit)                                    | 3:01     |  |
| 11.                                      | «WW4»                                                       | 1:13     |  |
| 12.                                      | «ay!» (con Lil Wayne)                                       | 2:04     |  |
| 13.                                      | «fake love don't last» (con iann dior)                      | 2:23     |  |
| 14.                                      | «die in california» (con Gunna, Young Thug y Landon Barker) | 3:27     |  |
| 15.                                      | «sid & nancy»                                               | 3:10     |  |
| 16.                                      | «twin flame»                                                | 3:59     |  |

## Personal
- Machine Gun Kelly - voz, guitarra
- Travis Barker - batería, producción

Voces adicionales
- Oliver Sykes de Bring Me the Horizon – Voz adicional en "maybe"
- blackbear – Voz adicional en "make up sex"
- Pete Davidson - Voz adicional en "wall of fame - interlude"
- Lil Wayne – Voz adicional en "drug dealer" y "ay!"
- Megan Fox - Voz adicional en "mainstream sellout", "emo girl", "ay!" y "twin flame"
- WILLOW  - Voz adicional en "emo girl"
- iann dior - Voz adicional en "fake love don't last"
- Gunna - Voz adicional en "die in california"
- Young Thug - Voz adicional en "die in california"
- Landon Barker - Voz adicional en "die in california"